# Regio's van West-Australië

Regio's van West-Australië

West-Australië is op verschillende manieren in regio's verdeeld. De meest voorkomende manier is de verdeling voor economische doeleinden in 9 regio's door de West-Australische regering. Er bestaan echter ook andere systemen waaronder die voor ruimtelijke ordening (bvb voor landbouw of natuurbehoud), voor het verzamelen van informatie (bvb statistisch of meteorologisch) of die voor politieke verkiezingen.
De systemen werden gedefinieerd voor verschillende doeleinden en kregen daartoe specifieke grenzen. Alhoewel de verschillende systemen soms dezelfde namen voor de regio's geven liggen de grenzen soms anders. De grenzen en namen van de regio's kunnen en zullen dus soms verschillen.

## De regio's volgens deRegional Development Commissions Act
Het West-Australische systeem van regio's gedefinieerd door de West-Australische regering ten behoeve van het beheer van de economische ontwikkeling bestaat, met uitsluiting van de stadsregio Perth, uit 9 regio's. Deze 9 regio's werden vastgelegd in de Regional Development Commissions Act (RDCA) van 1993. De wet bepaalt hun omvang en zette regionale ontwikkelingscommissies op om hun economische ontwikkeling te promoten. Bij het definiëren van de regio's is getracht de verschillende sociaaleconomische realiteiten te respecteren. De Goldfields-Esperance-regio bijvoorbeeld heeft een economie die gebaseerd is op de mijnindustrie terwijl de Wheatbelt-regio economisch afhankelijk is van landbouw. De 9 regio's zijn :
| Regio                | Grootste stad | Aantal LGA's (lijst) | Oppervlakte | Kaart                  |
| -------------------- | ------------- | -------------------- | ----------- | ---------------------- |
| Gascoyne             | Carnarvon     | 4                    | 137.938 km2 |                        |
| Goldfields-Esperance | Kalgoorlie    | 10                   | 955.276 km2 |                        |
| Great Southern       | Albany        | 11                   | 39.007 km2  |                        |
| Kimberley            | Broome        | 4                    | 424.517 km2 |                        |
| Mid West             | Geraldton     | 16                   | 285.497 km2 |                        |
| Peel                 | Mandurah      | 5                    | 6.648 km2   |                        |
| Pilbara              | Karratha      | 4                    | 507.896 km2 |                        |
| South West           | Bunbury       | 12                   | 24.000 km2  | Location of South West |
| Wheatbelt            | Northam       | 42                   | 154.862 km2 |                        |

### Gebruik van de regionale grenzen tijdens de Coronapandemie in 2020
Ten gevolge de Coronapandemie in 2020 werden door de West-Australische overheid beperkingen opgelegd voor het reizen tussen de verschillende regio's. Aan de grenzen tussen de regio's - de grens tussen Perth en Peel uitgezonderd - werden grensovergangen opgezet. Enkel essentiële verplaatsingen waren toegelaten.

## De regio's volgens hetBureau of Meteorology(BOM)
De BOM gebruikt dezelfde namen voor haar regio's als de RDCA maar telt wel 14 regio's. De grenzen van de twee systemen komen dus niet overeen. In sommige regio's zijn de gebieden voor de voorspellingen van de BOM gedetailleerder. De regio's 1 tot 7 vallen onder Mining & Pastoral. De regio's 8 tot 14 staan gekend als de voorspellingsgebieden van de South West Land Division. De kustzones voor de weervoorspellingen op zee worden behandeld in kustregio's in West-Australië.
| BOM kaart nummer | BOM regio naam     | RDCA regio naam      | BOM overlappende gebieden                      | RDCA overlappende gebieden                | Notities        |
| ---------------- | ------------------ | -------------------- | ---------------------------------------------- | ----------------------------------------- | --------------- |
| 01               | Kimberley          | Kimberley            |                                                | South East Kimberley in BOM 'NE Interior' | bijna hetzelfde |
| 02               | Pilbara            | Pilbara              | BOM North Interior in RDCA 'East Pilbara'      |                                           |                 |
| 03               | Gascoyne           | Gascoyne             | BOM South and East Gascoyne in RDCA 'Mid West' |                                           |                 |
| 04               | Goldfields         | Goldfields-Esperance |                                                |                                           |                 |
| 05               | Eucla              | Goldfields-Esperance |                                                |                                           |                 |
| 06               | Northern Interior  |                      |                                                |                                           |                 |
| 07               | Southern Interior  | Mid West             |                                                |                                           |                 |
| 08               | Central West       | Perth, Peel          |                                                |                                           |                 |
| 09               | Lower West         | South West           |                                                |                                           |                 |
| 10               | South West         | Great Southern       |                                                |                                           |                 |
| 11               | South Coastal      | Goldfields-Esperance |                                                |                                           |                 |
| 11               | South East Coastal | Goldfields-Esperance |                                                |                                           |                 |
| 13               | Great Southern     | Great Southern       |                                                |                                           |                 |
| 14               | Central Wheat Belt | Wheatbelt            |                                                |                                           |                 |

### South West Western Australia Fire Weather Forecast Areas
De South West Land Division heeft 23 brandweerdistricten

## Politieke regio's
Australië heeft een drieledig bestuurssysteem. West-Australië heeft 4 regionale politieke ordeningen.
| Federaal        | Divisies voor het kiezen van het Australische parlement                              |
| Deelstaat       | Electorale Districten voor het West-Australisch lagerhuis (En: Legislative Assembly) |
| Deelstaat       | Electorale Regio's voor het West-Australisch hogerhuis (En: Legislative Council)     |
| Lokale overheid | Lokale overheidsgebieden (En: Local Government Area)                                 |

## Departementale regio's voor staatsministeries
Veel ministeries gebruiken systemen waarbij de staat in regio's of districten wordt opgedeeld voor interne doeleinden.
- Het Departement Onderwijs :[3]
  - Goldfields
  - Kimberley
  - Midwest
  - North Metro
  - Pilbara
  - South Metro
  - Southwest
  - Wheatbelt

- Het Departement Landbouw en Voeding :
  - Northern Agricultural Region
  - Rangelands Region
  - Southern Agricultural Region
  - Central Agricultural Region
  - South West Agricultural

- Het Departement Visserij - Visserij deelt de staat op in 4 regio's (vooral met het oog op de sportvisserij).
  - North Coast - Pilbara-Kimberley
  - Gascoyne Coast
  - West Coast
  - South Coast.

Het Departement Landbouw en Voeding en het Departement Visserij vormen sinds 2018 samen het Departement Primaire Industrie en Regionale Ontwikkeling dat gebruik maakt van de onderverdeling van de RDCA. Binnen de departementen worden nog andere opdelingen gemaakt afhankelijk van de behandelde onderwerpen.
- Het Departement Mobiliteit :[6]
  - Kimberley
  - Pilbara
  - Mid-West-Gascoyne
  - Goldfields-Esperance
  - Wheatbelt
  - Great Southern
  - South-West

- Het Departement Water en Milieuwetgeving:[7]
  - North West
  - Mid West Gascoyne
  - Swan-Avon
  - Kwinana Peel
  - South West
  - South Coast

- Het Departement Planning, Land en Erfgoed / Western Australian Planning Commission (WAPC) - Er waren drie regio's met programma's voor ruimtelijke ordening, die slechts een klein deel van de staat bestreken. Ondertussen bestaan er ook programma's voor de andere regio's :[8]
  - Metropolitan Region Scheme (Perth)
  - Peel Region Scheme
  - Greater Bunbury Region Scheme
  - Gascoyne
  - Goldfields-Esperance
  - Great Southern
  - Kimberley
  - Mid West
  - Pilbara
  - South West
  - Wheatbelt

Midwest, Gascoyne en Goldfields-Esperance worden soms verenigd onder Central Regions. Het departement werkt in opdracht van de WAPC ook aan het Planning for Aboriginal Communities Program.
- Het Departement Brandweer en Hulpdiensten :[10]
  - Goldfields Midlands
  - Great Southern
  - Kimberley
  - Lower South West
  - Metropolitan North Coastal
  - Metropolitan North East
  - Metropolitan South Coastal
  - Metropolitan South East
  - Mid West Gascoyne
  - Pilbara
  - South West
  - SWORD Metropolitan
  - Upper Great Southern

## Natuur- en landbeheer
Er zijn een aantal opdelingen die zich proberen te baseren op natuurlijke kenmerken. De meest gekende zijn Interim Biogeographic Regionalisation for Australia (IBRA), de "Ecoregio's in Australië" van het WWF en de "natuurlijke regio's" van John Stanley Beard die allemaal zijn gebaseerd op biogeografie. Andere opdelingen zijn de afwateringsbekkens, de stroomgebieden van de riviersystemen en zeer gespecialiseerde opdelingen met betrekking tot geologie en bodemsystemen.
Administratieve opdelingen zijn onder meer Landcare Districts en de Land-use Zones van het Departement van Landbouw. De publicaties van het Departement van Landbouw, de technische rapporten die meestal An inventory and condition report/survey genoemd worden, zijn zeer gespecificeerd en focussen op landindelingen gebaseerd op natuurlijke kenmerken.

## Het kadaster
West-Australië
Voor kadastrale doeleinden wordt West-Australië opgedeeld in ongeveer 90 districten. Er zijn vijf landdivisies in West-Australië, beschreven in Schets 1 van de Land Administration Act van 1997 :
- Eastern Land Division
- Eucla Land Division
- Kimberley Land Division
- North-West Land Division
- South-West Land Division

## Wijn regio's
West-Australië beslaat het westelijke een/derde van het Australische continent maar de wijnregio's concentreren zich voornamelijk in de zuidwestelijke tip van de staat. Het is inzaWest-Australiëke wijnaangelegenheden opgedeeld in 9 regio's en 5 subregio's. Die zijn op basis van geografische indicatoren vastgelegd in regelgeving van de Australian Wine and Brandy Corporation (AWBC)(tegenwoordig Australian Wine). De wijnregio's zijn :
- Greater Perth
  - Perth Hills
  - Peel
  - Swan District
- South Western Australia
  - Blackwood Valley
  - Geographe
  - Great Southern
    - Albany
    - Denmark
    - Frankland River
    - Mount Barker
    - Porongurup

  - Manjimup
  - Margaret River
  - Pemberton

## Kustregio's
Met zo'n 10.194 kilometer heeft West-Australië de langste kustlijn van alle Australische staten. De regio's kunnen worden vastgesteld door de onderliggende geologie. In het geval van de Bureau of Meteorology zijn eigenschappen van punten en kapen goede indicatoren voor voorspellingen over de kustwateren. Landgate geeft reiskaarten uit waar de kustzones deel van uitmaken :
- Batavia Coast (inclusief de streek rond Dongara, Geraldton en Kalbarri)
- Gascoyne Coast (Carnarvon, Coral Bay, DenhWest-Australiëam, Exmouth en the Coral Coast)
- Coral Coast (aan de noordelijke tip van de Gascoyne Coast)
- Turquoise Coast (ten noorden van Sunset Coast en ten zuiden van Batavia coast)
- Sunset Coast (Perth Metropolitan Beachside Suburbs van Cottesloe tot Yanchep)

## Census en Australian Bureau of Statistics
Voor het opmaken van geografische statistieken maakt het Australian Bureau of Statistics (ABS) gebruik van het Australian Standard Geographical Classification. Die deelt West-Australië hiërarchisch op in statistische divisies, statistische subdivisies, statistische lokale gebieden en uiteindelijk census verzameldistricten. De statistische divisies zijn :
- SD 505 - Perth
- SD 510 - South West
- SD 515 - Lower Great Southern
- SD 520 - Upper Great Southern
- SD 525 - Midlands
- SD 530 - South Eastern
- SD 535 - Central
- SD 540 - Pilbara
- SD 545 - Kimberley

De ABS maakt regionale profielen voor de 9 ABS statistische divisies en de 10 Development Commission regio's.

## Interregionale terminologie
Soms worden regio's gegroepeerd om grotere gebieden te kunnen benoemen.
- Arid Western Australia staat meestal synoniem voor de ecologische regio Eremaean in verband met planten en droogte.
- Remote Western Australia – synoniem voor Outback Western Australia – wordt bepaald door de afstand en scheiding van het meer dichtbevolkte gebied rond Perth met zijn belendende achterland en de aansluitend verspreidde en weinig bevolkte gebieden naar het centraal oosten van West-Australië.
- North West Australia negeert eveneens de gebruikelijke regionale definities om een gebied aan te wijzen.
- Southwest Australia overschrijdt de regionale definities regelmatig.
- Nullarbor – een term met verschillende betekenissen – beslaat het gebied tussen het zuidoosten van West-Australië en het verre westen van Zuid-Australië.

Gascoyne · Goldfields-Esperance · Great Southern · Kimberley · Mid West · Peel · Pilbara · Wheatbelt · South West